# Maurice Gilbert
Maurice Gilbert, nascido em 12 de março de 1934 em Charleroi ( Bélgica ), é um padre jesuíta belga, teólogo e exegeta do Antigo Testamento. Reitor de diversas instituições acadêmicas, é especialista em literatura sapiencial e autor de obras especializadas neste campo.

## Elementos da biografia
Nascido em Gilly ( Charleroi ) em 1934, Maurice Gilbert entrou no noviciado jesuíta em 14 de setembro de 1952 e foi ordenado sacerdote em de outubro de 1965.
Desde 1975, ele é professor de exegese do Antigo Testamento no Pontifício Instituto Bíblico de Roma, onde também foi reitor de 1978 a 1984. O padre Gilbert também lecionou na Universidade Católica de Louvain (1971-1978) e na Escola Bíblica e Arqueológica Francesa em Jerusalém (1984-1993), durante seu mandato no Instituto Bíblico de Jerusalém (1984-1992).
Reitor (1993-1999) das Faculdades Universitárias Notre-Dame de la Paix [FUNDP] em Namur, Bélgica, é autor de várias obras especializadas em exegese do Antigo Testamento, particularmente da literatura sapiencial bíblica, e do livro de Ben Sira em particular. Desde que se tornou emérito (2011), residiu na Bélgica ou na França.

## Publicações
- La Critique des dieux dans le Livre de la Sagesse, Rome, Ed. Pontificio Istituto Biblico, 1973
- Morale et Ancien Testament  avec J. L'Hour, J.J. Louvain-la-Neuve Belgique, 1976
- (éd.), La Sagesse de l'Ancien Testament,  Louvain, Peeters, 1979 ISBN 90-6831-263-4
- Les louanges du Seigneur. Commentaire pastoral et spirituel des psaumes du dimanche et des fêtes, Paris, Desclée, 1991 (Consultable sur Gallica)
- Chiesa e Sacra Scrittura: un secolo di magistero ecclesiastico e studi biblici, Rome, Ed. pontificio istituto biblico, 1994
- Il a parlé par les prophètes: thèmes et figures bibliques, Namur: Presses universitaires de Namur: Lessius, 1998  ISBN 2-87037-244-2
- Les cinq livres des Sages, Proverbes, Job, Qohélet, Ben Sira, Sagesse, Paris, Cerf, 2003
- Les Livres des Prophètes: exégèse des textes bibliques, Namur: Bibliothèque universitaire Moretus Plantin, 2005  ISBN 2-87235-015-2
- L'Institut biblique pontifical: un siècle d'histoire: 1909-2009 ,Rome, Ed. Pontificio istituto biblico, 2009 ISBN 9788876536427
- La Sagesse de Salomon, Rome: Gregorian & Biblical press, 2011 ISBN 9788876531897
- Ben Sira, Louvain, Peeters, 2014ISBN 9789042929814
- La théologie du cardinal Martini, Namur/Paris, Lessius, 2015 ISBN 9782872992744
- Les livres sapientiaux, Paris, Cerf, 2017 ISBN 9782204106504